# Oksytańska Wikipedia
Oksytańska Wikipedia – edycja Wikipedii tworzona w języku oksytańskim. 
Na dzień 18 lutego 2007 roku edycja ta liczyła 7 128 artykułów. W rankingu wszystkich edycji językowych, opublikowanym w dniu 1 lutego tegoż roku, zajmowała 67. pozycję. Dnia 12 lipca 2013 ta Wikipedia zawierała 84 081 artykułów; zaś dnia 11 kwietnia 2021 86 547 artykułów.